# Производство на други порцеланови и керамични изделия
Производството на други порцеланови и керамични изделия е подотрасъл на производството на изделия от други неметални минерални суровини в Статистическата класификация на икономическите дейности за Европейската общност.
Секторът обхваща производството изделия от порцелан, както и керамика, извън огнеупорната и използваната в строителството – домакински съдове и декоративни предмети, санитарна и техническа керамика и други.